# Spinobrunsiina
Spinobrunsiina es un género de foraminífero bentónico de la subfamilia Septabrunsiininae, de la familia Tournayellidae, de la superfamilia Tournayelloidea, del suborden Fusulinina y del orden Fusulinida. Su especie tipo es Septabrunsiina (Spinobrunsiina) ramsbottomi. Su rango cronoestratigráfico abarca desde el Tournaisiense hasta el Viseense (Carbonífero inferior).

## Discusión
Algunas clasificaciones más recientes incluyen Spinobrunsiina en la familia Septabrunsiinidae, de la superfamilia Lituotubelloidea, del suborden Tournayellina, del orden Tournayellida, de la subclase Fusulinana y de la clase Fusulinata. También ha sido clasificado en la subfamilia Spinoendothyrinae, de la familia Loeblichiidae, de la superfamilia Loeblichioidea, del suborden Endothyrina y del orden Endothyrida.

## Clasificación
Spinobrunsiina incluye a las siguientes especies:
- Spinobrunsiina chokieri †
- Spinobrunsiina goweri †
- Spinobrunsiina implicata †
  - Spinobrunsiina implicata conspecta †
- Spinobrunsiina landeliesi †
- Spinobrunsiina lexhyi †
  - Spinobrunsiina lexhyi spectabilis †
  - Spinobrunsiina lexhyi ultima †
- Spinobrunsiina parakrainica †
  - Spinobrunsiina parakrainica kusbassica †
- Spinobrunsiina ramsbottomi †
  - Spinobrunsiina ramsbottomi excelsa †
- Spinobrunsiina robusta †
- Spinobrunsiina vachardi †